# Рябок калахарський
Рябок калахарський (Pterocles burchelli) — вид птахів родини рябкових (Pteroclidae).

## Назва
Вид Pterocles burchelli названо на честь англійського натураліста Вільяма Берчелла (1781—1863).

## Поширення
Вид поширений в Південній Африці. Трапляється в Анголі, Ботсвані, Намібії, ПАР, Замбії та Зімбабве. Живе у посушливих і напівпосушливих районах.

## Опис
Тіло світло-коричневе, строкате з темними смугами і білими цятками. У самців око оточене голою жовтою шкірою, а щоки та горло блідо-сірі. Самець виростає до 25 см завдовжки, а самка трохи менша.

## Спосіб життя
Живе на відкритих ділянках з кам'янистими ґрунтами, напівпосушливих ділянках на краях пустель, рівнинах без дерев. Поза сезоном розмноження трапляється численними зграями. Живиться насінням, рідше травами, листям, бруньками, цвітом. Ковтає пісок та дрібні камінці, щоб покращити травлення. Розмноження відбувається в період з лютого по вересень. Утворює моногамну пару. Паруванню передує залицяння самця. Гніздо — неглибока ямка в ґрунті між травами або під кущем, вистелена шматочками висушеної рослинності. У гнізді два-три яйця. Обидві статі по черзі висиджують кладку. Інкубація триває приблизно 24 дні. Пташенята з батьками залишають гніздо через кілька годин після вилуплення. Приблизно за місяць вони оперяються і можуть літати.